# هال شوماخر
هال شوماخر (بالإنجليزية: Hal Schumacher)‏ هو لاعب كرة قاعدة أمريكي، ولد في 23 نوفمبر 1910 في Trenton, New York ‏ في الولايات المتحدة، وتوفي في 21 أبريل 1993 في كوبرستاون في الولايات المتحدة.

## وصلات خارجية
- هال شوماخر على موقع دوري كرة القاعدة الرئيسي (الإنجليزية)
- هال شوماخر على موقعبيزبول رفرنس.كوم (الدوري الرئيسي) (الإنجليزية)
- هال شوماخر على موقعبيزبول رفرنس.كوم (الدوري الثانوي) (الإنجليزية)
- هال شوماخر على موقع جمعية أبحاث البيسبول الأمريكية (الإنجليزية)